# Francesco Saverio Merlino
Pour les articles homonymes, voir Merlino (homonymie).
Francesco Saverio Merlino (Naples, 15 septembre 1856 - Rome, 30 juin 1930) est un avocat, écrivain et un homme politique italien de la fin du XIXe et du début du XXe siècle.
Militant anarchiste puis socialiste, il est membre de l'Association internationale des travailleurs et proche de Mikhaïl Bakounine.

## Biographie
Saverio Merlino naît à Naples le 15 septembre 1856. Vers 1875, il découvre et adopte les thèses de l’anarchisme ; au fil des années, il deviendra l'une des grandes personnalités du mouvement en Italie et dans le monde.
En 1878, en qualité d’avocat, il participe au procès de ladite bande du Matese où est jugé un groupe d’anarchistes (parmi lesquels Errico Malatesta et Carlo Cafiero), ayant mené une insurrection dans les villages de Letino et de Gallo. Il obtient l’acquittement des accusés.
En 1884, comme beaucoup d’anarchistes italiens à cette époque, ses idées l’obligent à s’exiler. L’année suivante il se trouve à Paris pour tenter d’établir une coordination entre les mouvements anarchistes français et italiens. De retour en Italie, son engagement lui vaudra notamment deux ans d’emprisonnement entre 1894 et 1896.
Merlino propose en 1897 aux anarchistes de rompre avec l’abstentionnisme pour participer à des élections, ce qui provoque une polémique avec Malatesta. Merlino se détourne alors progressivement de l’anarchisme pour s’orienter vers le socialisme. Son livre Formes et essence du socialisme, très vite traduit en français, propose une interprétation libérale et gradualiste du socialisme et du marxisme.
Georges Sorel s'emploie à diffuser en France les idées de cet ouvrage et en fait le point de départ de sa propre révision du marxisme. En 1899, et pendant toute l'année, Merlino publie une revue théorique hétérodoxe, la Rivista critica del socialismo, à laquelle collaborent Sorel (parfois sous pseudonyme), les Napolitains Enrico Leone et Arturo Labriola.
Après 1898, Merlino participe à Naples aux élections locales sur les listes du Bloc populaire conduites par les socialistes. Il adhère officiellement au Parti socialiste italien en 1901 (il l'annonce dans Les Temps nouveaux) et y défend une ligne réformiste mais anti-parlementaire. Ceci ne l’empêche pas de continuer à défendre les militants anarchistes comme en 1898 où, en compagnie de Pietro Gori et Enrico Ferri, il défend plusieurs anarchistes (parmi lesquels se trouve encore une fois Errico Malatesta) inculpés à la suite de la grève générale et des émeutes contre l'augmentation des prix. Il assure aussi en août 1900 la défense du régicide Gaetano Bresci (anarchiste ayant assassiné le roi d’Italie Humbert Ier un mois plus tôt).

## Œuvres
- Formes et essences du socialisme (1898)
- L'utopia collettivista e la crisi del socialismo scientifico (1898)
- Revisione del marxismo (post., 1945)
- Il problema economico e politico del socialismo (post., 1948)

## Notices
- Notices d'autorité :   - VIAF
  - ISNI
  - BnF (données)
  - IdRef
  - LCCN
  - GND
  - Italie
  - CiNii
  - Espagne
  - Israël
  - NUKAT
  - Catalogne
  - Vatican
  - Norvège
  - Croatie
  - Tchéquie
  - Portugal
  - WorldCat
- (it) Dizionario Biografico degli Italiani, Istituto dell'Enciclopedia Italiana : Francesco Merlino, notice biographique.